# Lee Re
Lee Re (hangul: 이레; rr: I Re; nascida em 12 de março de 2006) é uma atriz sul-coreana. Ela é mais conhecida por interpretar a personagem-título do filme Hope de 2013.

## Filmografia

### Filme
| Ano  | Título               | Papel                             |
| ---- | -------------------- | --------------------------------- |
| 2013 | Hope                 | Im So-won                         |
| 2014 | How to Steal a Dog   | Ji-so                             |
| 2016 | A Melody To Remember | Soon-mi                           |
| 2017 | Your Name            | Yotsuha Miyamizu (voz)            |
| 2018 | Seven Years of Night | Yoo Se-ryung                      |
| 2019 | Innocent Witness     | Kyung-hee (participação especial) |
| 2020 | Peninsula            | Joon-i                            |

### Televisão
| Ano  | Título                   | Papel                   | Emissora  | Ref.  |
| ---- | ------------------------ | ----------------------- | --------- | ----- |
| 2012 | Goodbye Dear Wife        | Min-seo                 | Channel A |       |
| 2012 | The Chaser               | filha de Yoon Chang-min | SBS       |       |
| 2012 | Here Comes Mr. Oh        | Byul                    | MBC       |       |
| 2015 | Super Daddy Yeol         | Cha Sa-rang             | tvN       |       |
| 2015 | Six Flying Dragons       | Boon-yi jovem           | SBS       |       |
| 2016 | Please Come Back, Mister | Kim Han-na              | SBS       |       |
| 2017 | Witch at Court           | filha de Ma Yi-deum     | KBS2      |       |
| 2018 | Radio Romance            | Song Geu-rim jovem      | KBS2      |       |
| 2018 | Memories of the Alhambra | Jung Min-joo            | tvN       | [ 3 ] |

## Prêmios e indicações
| Ano  | Prêmio                              | Categoria                | Trabalho indicado  | Resultado |
| ---- | ----------------------------------- | ------------------------ | ------------------ | --------- |
| 2014 | Beijing International Film Festival | Melhor Atriz Coadjuvante | Hope               | Venceu    |
| 2014 | Baeksang Arts Awards                | Melhor Atriz Revelação   | Hope               | Indicado  |
| 2015 | Marie Claire Film Festival          | Melhor Atriz Revelação   | How to Steal a Dog | Venceu    |
| 2015 | Grand Bell Awards                   | Melhor Atriz Revelação   | How to Steal a Dog | Indicado  |
| 2017 | KBS Drama Awards                    | Melhor Atriz Jovem       | Witch at Court     | Venceu    |
| 2018 | KBS Drama Awards                    | Melhor Atriz Jovem       | Radio Romance      | Indicado  |